# Polittico di san Rocco
Il polittico di San Rocco è un dipinto a olio su tela (240x190 cm) di Antonio Gandino, databile al 1590 circa e conservato nella collegiata dei Santi Nazaro e Celso a Brescia, al primo altare destro.

## Storia
Il polittico viene commissionato alla fine del Cinquecento dai confratelli della locale Scuola di san Rocco, che gestiva un altare nella chiesa. L'opera viene conservata durante l'integrale ricostruzione dell'edificio avvenuta nella seconda metà del Settecento, semplicemente riposizionandolo sul primo altare destro a cantiere ultimato.
Durante i lavori di generale restauro alle strutture, agli arredi e alle tele svolto nella collegiata tra il 1986 e il 1989, nel rimuovere il polittico dall'altare viene riportata alla luce, in una grande nicchia dietro la tela, il San Rocco in marmo policromato di Gasparo Cairano, risalente agli anni tra la fine del XV secolo e l'inizio del XVI secolo, confermando così l'antico e profondo culto del santo nella chiesa. Una volta restaurato, il polittico è stato rimontato sull'altare e la statua trasferita nella cappella iemale a sud della chiesa maggiore.

## Descrizione
Il polittico si compone di una grande tela centrale centinata, raffigurante il santo, contornata da undici tele quadrate più piccole, dove sono narrati altrettanti episodi della sua vita. In ordine, dal primo in basso a sinistra all'ultimo in basso a destra, si trovano: I genitori di san Rocco invocano alla Beata Vergine la grazia della sua nascita, Nascita di san Rocco a Montpellier, San Rocco distribuisce i suoi beni ai poveri, Confessione di san Rocco prima del pellegrinaggio in Italia, San Rocco riceve la comunione a Roma, San Rocco riceve la benedizione di papa Urbano V, San Rocco soccorre gli appestati, San Rocco benedice un gregge, San Rocco ammalato riceve un pane da un cane, San Rocco in preghiera riceve l'illuminazione divina e Morte di san Rocco ad Angera.
Lega assieme le dodici tele una semplice cornice in legno dorato, priva di qualsiasi decorazione se non poche modanature sul perimetro, che conferisce il massimo risalto visivo alle scene dipinte.

## Stile
La profonda venerazione del santo nella collegiata è alla base della costruzione del polittico, nel quale san Rocco è presentato quasi come una grande icona. La stessa figura del santo, nella tela centrale, è statuaria, a grandezza naturale, molto emergente nella sua evidenza plastica e cromatica all'interno della finta nicchia nel quale è dipinto. Lo schema rappresentativo del polittico si rifà liberamente alla classica impostazione delle pale di altari dedicati al Rosario, con la figura centrale (tela o statua) della Madonna circondata da quindici tondi o quadretti, schema largamente diffuso in area bresciana e più volte utilizzato dallo stesso Gandino per opere precedenti.
Sull'attribuzione ad Antonio Gandino è concorde l'intera letteratura artistica antica, a partire da Bernardino Faino che, per primo, segnala l'esistenza dell'opera nella seconda metà del Seicento. La critica moderna conserva l'attribuzione e, anzi, propende a identificare il dipinto come una delle migliori opere del Gandino, sia per quanto riguarda la resa espressiva del San Rocco centrale, sia per la finezza degli undici quadretti a contorno, molto curati e trattati come tele a sé stanti. L'elemento d'unione che collega le dodici tele è invece il timbro cromatico: le tonalità dominanti nel San Rocco centrale (terra bruciata, rosso acceso, blu elettrico e bianco perlaceo) ritornano costantemente in tutte le scene a contorno. La luce che colpisce il volto del santo al centro, spiovente dall'alto e diagonale, resa tramite pennellate incisive e rotondità dei volumi, è la stessa che illumina anche gli Episodi circostanti.
Dal punto di vista temporale, il polittico è collocabile alla prima produzione del Gandino, dunque attorno al 1590, dimostrando come il pittore abbia già elaborato un proprio linguaggio personale, basato sulla resa plastica secondo la lezione del Moretto e di Pietro Marone ma evoluto grazie all'influenza di Paolo Veronese (soprattutto nei quadretti degli Episodi) e di Jacopo Palma il Giovane.